# Tąpkowice
Tąpkowice (deutsch Dombkowitz) ist ein Dorf im Powiat Tarnogórski in der Woiwodschaft Schlesien, Polen. Es gehört seit 1997 zur Gmina Ożarowice.
In der Zeit von 1954 bis 1972 war Tąpkowice Sitz der Gromada Tąpkowice.
Von 1973 bis 1996 war Tąpkowice Hauptort der gleichnamigen Gmina. Von 1975 bis 1998 gehörte das Dorf zur Woiwodschaft Kattowitz.
Tąpkowice liegt am Nordrand der Oberschlesischen Platte, ca. 21 km nördlich von Katowice und ca. 12,5 km östlich der Kreisstadt Tarnowskie Góry.

## Verkehr

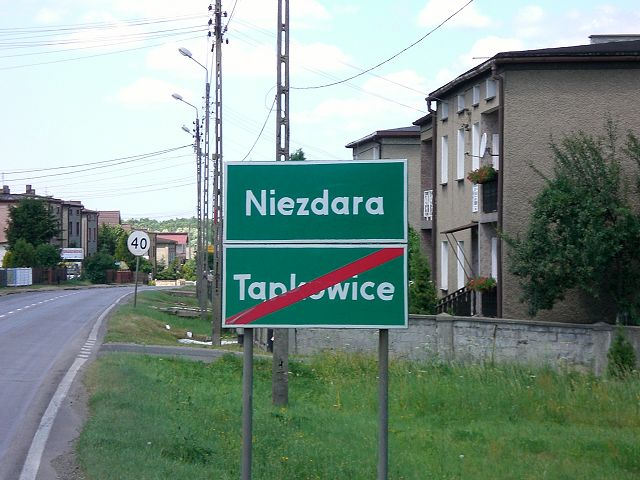
Ortsausgangschild von Tąpkowice

Die Ortschaft liegt direkt an der Droga krajowa 78 (Tarnowskie Góry-Siewierz).

## Bildung
In der Ortschaft befindet sich eine der beiden Grundschulen (szkoła podstawowa) der Gemeinde Ożarowice. In der Ortschaft befindet sich auch die Bücherei der Gemeinde, sie ist im Kulturzentrum untergebracht.